# 桐原小鳥
桐原 小鳥（きりはら ことり）は、日本の漫画家。
あまとりあ社の『貧乳シリーズ』→『ぺたふぇち。』（アンソロジー単行本形式の隔月刊誌）などで活動している。
『まんがタイムジャンボ』（芳文社）2011年9月号より3号のゲスト扱い掲載を経て『かみおとめ』を連載、2014年4月号から2017年2月号まで『ヒゲとセーラー』を連載、2017年4月号からゲスト連載を経て同年7月号から休刊号である2018年4月号まで『おにいちゃんと呼ばないで』を連載。『おにいちゃんと呼ばないで』は『まんがタイムスペシャル』（芳文社）に2018年6月号より移籍。
『月刊コンプエース』（角川書店）2011年6月号より『冬のアゲハ』の続編『朱月(アカツキ)のアゲハ』『荊冠のアゲハ』をシリーズ連載。

## 単行本リスト
久保書店
- 少女病　ISBN 978-4-7659-0725-5
- 清純病　ISBN 978-4-7659-0929-7
- IN THE SKIRT（イン・ザ・スカート）　ISBN 978-4-7659-0981-5
- 冬のアゲハ　ISBN 978-4-7659-3459-6

角川書店（角川グループパブリッシング）
- 朱月のアゲハ　全2巻
  1. ISBN 978-4-04-120396-5
  2. ISBN 978-4-04-120768-0
- 荊冠のアゲハ　ISBN 978-4-04-121037-6

芳文社
- かみおとめ 全2巻
  1. ISBN 978-4-8322-5114-4
  2. ISBN 978-4-8322-5233-2
- ヒゲとセーラー 全3巻
  1. ISBN 978-4-8322-5394-0
  2. ISBN 978-4-8322-5497-8
  3. ISBN 978-4-8322-5567-8
- おにいちゃんと呼ばないで 全2巻
  1. 2018年9月6日発売 ISBN 978-4-8322-5716-0
  2. 2019年7月4日発売 ISBN 978-4-8322-5756-6
- ヲトメは義母に恋してる 全3巻
  1. 2021年5月7日ISBN 978-4-8322-5830-3
  2. 2022年10月6日ISBN 978-4-8322-5883-9
  3. 2024年3月7日ISBN 978-4-8322-5932-4

双葉社
- 俺の生徒は神メイド
  1. （2018年5月11日発売）ISBN 978-4-575-94525-6

## 作品

### ゲーム
- Fate/stay night（2004年）ペンダントデザイン
- Fate/Grand Order（2019年）NPCキャラクターデザイン[3]